# Globba maculata
Globba maculata är en enhjärtbladig växtart som beskrevs av Carl Ludwig von Blume. Globba maculata ingår i släktet Globba och familjen Zingiberaceae.
Artens utbredningsområde är Java. Inga underarter finns listade i Catalogue of Life.